# Грозный, Вячеслав Викторович
Вячесла́в Ви́кторович Гро́зный (укр. Вячеслав Вікторович Грозний; род. 12 июля 1956, Оленевка, Хмельницкая область) — украинский футболист, полузащитник. После завершения карьеры — тренер. Заслуженный тренер Украины и России. Заслуженный работник физической культуры и спорта Украины. Награждён Орденом «За заслуги» ІІІ степени Украины (2004).

## Карьера

### Клубная
Игроком выступал за команды КФК «Подолье» Каменец-Подольский, «Комбайностроитель» Тернополь, «Нива» Бережаны, команды городов Хмельницкий, Ровно. Обладатель Кубка Украинской ССР среди коллективов физкультуры 1980 года.

### Тренерская
Закончил Луцкий педагогический институт и Высшую школу тренеров (Москва). Тренерскую работу начал в составе комплексной научной группы киевского «Динамо», возглавляемой Анатолием Зеленцовым. В 1987 году стал помощником главного тренера в запорожском «Торпедо», в 1988 году занял аналогичную должность в выступавшем тогда в Первой лиге Чемпионата СССР «Металлурге» Запорожье. Затем перешёл тренировать винницкую «Ниву», где нашёл, открыл и довёл до топ-клубов и сборной Украины Олега Надуду («Спартак» Москва, сборная Украины), Виталия Косовского («Динамо» Киев, сборная Украины), Александра Горшкова («Черноморец» Одесса, «Зенит» Санкт-Петербург, сборная Украины), Сергея Нагорняка («Спартак» Москва, «Днепр» Днепропетровск, «Шахтёр» Донецк, сборная Украины). После чего приглашается Олегом Романцевым в июле 1994 года тренировать московский «Спартак», в котором Грозный провёл 6 сезонов. В 1996—1997 годах тренировал украинский «Днепр». После того как игрок клуба и сборной Украины Сергей Нагорняк после матча плей-офф отборочного цикла чемпионата мира 1998 года Хорватия — Украина был уличён в употреблении допинга, Федерация футбола Украины пожизненно дисквалифицировала Грозного, наложив запрет на работу с профессиональными командами Украины. Позже глава ФФУ Григорий Суркис его реабилитировал.
В 1998 году принимает предложения топ-клуба Болгарии — софийского «Левски», где опять в первый год работы признаётся лучшим тренером страны. Романцев, опять приняв сборную, снова приглашает Грозного в московский «Спартак», и все последние года совместной работы (1999—2001) «Спартак» непременный чемпион России, постоянный участник Лиги Чемпионов, костяк сборной России. После ухода из «Спартака» тандема Романцев — Грозный в 2002 году — «Спартак» ни разу за последующие 14 лет не стал чемпионом России.
В 2002 году Грозный принимает предложения городского головы Киева (Александра Омельченко) по созданию суперкоманды — «Арсенал» Киев — и по итогам 2002 года Грозный в очередной раз признаётся лучшим тренером Украины. В «Арсенале» Грозный подготавливает Олега Гусева («Динамо» Киев, сборная Украины). Затем (2005—2006), работает главным тренером запорожского «Металлурга». Грозный выводит команду в еврокубки, впервые за историю запорожского футбола выведя «Металлург» в финал Кубка Украины. Там же был воспитан Дмитрий Чигринский, который впоследствии перешёл в донецкий «Шахтёр», а затем в «Барселону».
Затем 2007 году Грозный передаёт свой опыт консультируя ряд команд, работая тренером-методистом в Федерации Футбола Украины, читая курс лекций в Центре лицензирования Федерации Футбола Украины, работая экспертом на телевидении.
С июля 2008 года по октябрь 2009 — главный тренер футбольного клуба «Терек» (Грозный). Намеревался уйти из «Терека» по окончании сезона-2009, однако подал в отставку 20 октября 2009 года после неожиданного домашнего поражения «Терека» от «Ростова» (1:3), а также в связи с состоянием здоровья и для возможности решить семейные и бытовые проблемы. В 2010 — опять возвращается в киевский «Арсенал» (открыл Андрея Богданова — «Динамо» Киев).
12 декабря 2011 года возглавил известный казахстанский клуб «Тобол». В первой игре под его руководством команда разгромила алматинский «Кайрат» со счётом 4:0. Продолжительное время костанайский клуб был лидером чемпионата. Но к окончанию сезона команда Вячеслава Грозного заняла лишь 6 место и вылетела из Кубка Казахстана. В ноябре продлил контракт, несмотря на то, что руководство было крайне недовольно результатами команды. Тренировал команду до 31 декабря 2012 года.
В 2013 году (июль) — принимает украинский клуб «Говерла» (Ужгород), где проработал до расформирования клуба летом 2016 года из-за долгов футболистам.
В октябре 2016 года возглавил грузинский клуб «Динамо» (Тбилиси), но уже в феврале следующего года покинул команду. За это время столичный клуб выиграл четыре матча из шести, но остался без еврокубков.
17 августа 2017 года стал главным тренером казахстанского клуба «Иртыш» (Павлодар), по окончании сезона покинул команду.
1 октября 2018 года в третий раз возглавил киевский «Арсенал». 9 января 2019 года покинул свой пост.
30 декабря 2019 года назначен на пост главного тренера карагандинского «Шахтёра». 17 июня 2020 года покинул «Шахтёр», рассторгнув контракт по обоюдному соглашению.

## Характеристика
Является тренером-максималистом. Он не раз заявлял о том, что его команда должна побеждать в каждом матче и играть все 90 минут.

## Достижения
Как тренер
- Чемпион России (5): 1994, 1996, 1999, 2000, 2001

Как главный тренер
- Финалист Кубка Украины (2): 1996/97, 2005/06
- Лучший тренер Украины (2): 1996, 2002[20]
- Лучший тренер Болгарии: 1998

## Личная жизнь
Одна из дочерей Вячеслава Грозного, Юлия Грозная, в 2010 году начала активную музыкальную деятельность, продюсированием которой занимается известный на Украине лейбл Moon Records.